# 꼬임군 (위상수학)
위상수학에서 꼬임군(-群, 영어: braid group)은 주어진 개수의 실을 꼬은 모양들로 구성된 군이다. 대칭군의 일반화로 볼 수 있다.

## 정의
n가닥의 꼬임군 {\displaystyle \operatorname {Braid} (n)}은 다음과 같은 표시를 갖는 유한생성군이다. 꼬임군의 원소들을 꼬임(영어: braid)이라고 한다.
{\displaystyle \operatorname {Braid} (n)=\left\langle \sigma _{1},\ldots ,\sigma _{n-1}|\sigma _{i}\sigma _{i+1}\sigma _{i}=\sigma _{i+1}\sigma _{i}\sigma _{i+1},\sigma _{i}\sigma _{j}=\sigma _{j}\sigma _{i}\right\rangle }
첫 번째 관계에서는 {\displaystyle i=1,2,\dots ,n-2}이고, 두 번째 관계에서는 {\displaystyle |i-j|\geq 2}이다.
이는 다음과 같이 해석할 수 있다. {\displaystyle \sigma _{i}}를 {\displaystyle i}번째 가닥과 {\displaystyle i+1}번째 가닥을 한 번 꼬는 것으로 정의하자. 예를 들어, {\displaystyle \operatorname {Braid} (4)}의 생성원은 다음과 같다.
|    |    |    |
| σ1 | σ2 | σ3 |
이 경우 군 연산은 꼬임들을 서로 연결하는 연산이다.
|                             | · |                             | = |                                        |
| {\displaystyle \sigma _{3}} | · | {\displaystyle \sigma _{2}} | = | {\displaystyle \sigma _{3}\sigma _{2}} |
이 경우, 군 표시에서의 관계
{\displaystyle \sigma _{i}\sigma _{i+1}\sigma _{i}=\sigma _{i+1}\sigma _{i}\sigma _{i+1}}
{\displaystyle \sigma _{i}\sigma _{j}=\sigma _{j}\sigma _{i}\qquad (|i-j|\geq 2)}
는 꼬임의 합성의 호모토피적 동치 관계이다.

### 무한 꼬임군
꼬임군 사이에는 다음과 같은 포함 관계가 존재한다.
{\displaystyle \operatorname {Braid} (n)\hookrightarrow \operatorname {Braid} (n+1)}
{\displaystyle \sigma _{i}^{(n)}\mapsto \sigma _{i}^{(n+1)}}
이렇게 하여, 귀납적 극한을 취하면 무한 꼬임군 {\displaystyle \operatorname {Braid} (\infty )}을 얻는다.
{\displaystyle \operatorname {Braid} (\infty )=\varinjlim _{n}\operatorname {Braid} (n)}

### 드오르누아 순서
꼬임군 {\displaystyle \operatorname {Braid} (n)} 위에는 드오르누아 순서(영어: Dehornoy order)라는 전순서가 존재하며, 이는 군의 왼쪽 작용에 대하여 불변이다. 구체적으로, 드오르누아 순서에 대하여 양인 원소들은 {\displaystyle \sigma _{1},\dots ,\sigma _{n-1}}들 및 이들의 역원의 곱인 문자열로 나타내었을 때, 적어도 한 {\displaystyle i\in \{1,\dots ,n-1\}}가 다음 세 조건을 모두 만족시키는 것이다.
- 문자열은 {\displaystyle \sigma _{i}}를 포함한다.
- 모든 {\displaystyle j<i}에 대하여, 문자열은 {\displaystyle \sigma _{j}}를 포함하지 않는다.
- 모든 {\displaystyle j\leq i}에 대하여, 문자열은 {\displaystyle \sigma _{j}^{-1}}를 포함하지 않는다.

이러한 원소들의 집합을 {\displaystyle P}라고 하면, {\displaystyle PP\subseteq P}이며, 꼬임군은
{\displaystyle \operatorname {Braid} (n)=P\sqcup P^{-1}\sqcup \{1\}}
이다.

## 성질
꼬임군의 모든 원소는 항등원이 아니라면 무한한 차수를 갖는다. 모든 {\displaystyle n\geq 2}에 대하여, {\displaystyle \operatorname {Braid} (n)}은 두 개의 원소로 생성되는 자유군을 부분군으로 갖는다.

### 몫군
꼬임군의 아벨화는 무한 순환군이다.
{\displaystyle \operatorname {H} _{1}(\operatorname {Braid} (n),\mathbb {Z} )=\mathbb {Z} }
구체적으로, 이는 다음과 같다.
{\displaystyle \sigma _{i}\mapsto 1\qquad (i=1,\dots ,n-1)}
{\displaystyle \sigma _{i}^{-1}\mapsto -1\qquad (i=1,\dots ,n-1)}
꼬임군은 대칭군을 다음과 같이 몫군으로 갖는다.
{\displaystyle \operatorname {Braid} (n)\twoheadrightarrow \operatorname {Sym} (n)=\operatorname {Sym} (\{1,2,\dots ,n\})}
{\displaystyle \sigma _{i}\mapsto (i,i+1)\qquad (i=1,\dots ,n-1)}
{\displaystyle \sigma _{i}^{-1}\mapsto (i,i+1)\qquad (i=1,\dots ,n-1)}

### 중심
{\displaystyle n\geq 3}일 때, 꼬임군 {\displaystyle \operatorname {Braid} (n)}의 중심은 다음과 같은 원소로 생성되는 무한 순환군이다.:§4.3
{\displaystyle \left(\sigma _{1}(\sigma _{2}\sigma _{1})\cdots (\sigma _{n-1}\sigma _{n-2}\cdots \sigma _{1})\right)^{2}}
{\displaystyle n\leq 2}일 경우, 꼬임군은 아벨 군이므로 군 전체가 중심이다.

## 예
낮은 차수의 꼬임군은 다음과 같다.
| 꼬임군                                    | 동형인 군                                                                               |
| ----------------------------------------- | --------------------------------------------------------------------------------------- |
| {\displaystyle \operatorname {Braid} (0)} | 자명군                                                                                  |
| {\displaystyle \operatorname {Braid} (1)} | 자명군                                                                                  |
| {\displaystyle \operatorname {Braid} (2)} | 무한 순환군 {\displaystyle \mathbb {Z} }                                                |
| {\displaystyle \operatorname {Braid} (3)} | 세잎매듭의 매듭군 {\displaystyle \pi _{1}(S^{3}\setminus 3_{1})}, 모듈러 군의 중심 확대 |

### 3차 꼬임군
3가닥의 꼬임군 {\displaystyle \operatorname {Braid} (3)}은 가장 낮은 가닥수의 비가환 꼬임군이다. 이 군은 세잎매듭 31의 매듭군 {\displaystyle \pi _{1}(S^{3}\setminus 3_{1})}과 동형이며, 또 모듈러 군 {\displaystyle \operatorname {PSL} (2;\mathbb {Z} )}의 중심 확대이다. 이 경우 다음과 같은 가환그림이 존재한다.
여기서 {\displaystyle {\overline {\operatorname {SL} (2;\mathbf {R} )}}}은 {\displaystyle \operatorname {SL} (2;\mathbb {R} )}의 범피복군이다. 모듈러 군은 중심이 없으므로, 따라서 모듈러 군은 {\displaystyle \operatorname {Braid} (n)}의 그 중심에 대한 몫군과 동형이다.
{\displaystyle \operatorname {PSL} (2;\mathbb {Z} )=\operatorname {Braid} (n)/\operatorname {Z} (\operatorname {Braid} (n))}

## 같이 보기
- 매듭 이론